# Maniola obliterans
Maniola obliterans är en fjärilsart som beskrevs av Adalbert Seitz 1908. Maniola obliterans ingår i släktet Maniola och familjen praktfjärilar. Inga underarter finns listade i Catalogue of Life.